# Ralph D. Sawyer
Ralph D. Sawyer (?–) amerikai történész, sinológus, a klasszikus kínai hadtudomány szakértője.

## Pályája
Ralph D. Sawyer a MIT-en tanult filozófiát, tudománytörténetet és elektrotechnikát. Posztgraduális képzés keretei között történelmet és kínai nyelvet tanult a Harvard Egyetemen, majd a tajpeji Stanford Centerben. A klasszikus kínai nyelvet magántanulmányai során sajátította el.
Több mint 25 éven át tanácsadóként dolgozott a Távol-Kelet több országában, leginkább Koreában és Tajvanon.
1994 óta publikálja a klasszikus kínai hadtudományhoz kapcsolódó könyveit, amelyeket alapos filológiai szakértelem jellemez. Művei a Westview Press gondozásában jelennek meg.

## Főbb művei
- Sun Tzu: The Art of War (1994)
- Sun Pin: Military Methods (1995) ISBN 0813388880
- Ling Ch'i Ching: A Classic Chinese Oracle (1995) ISBN 1570620830
- The Complete Art Of War: Sun Tzu/Sun Pin (1996) ISBN 978-0813330853
- The Six Secret Teachings on the Way of Strategy (1997) ISBN 978-1570622472
- One Hundred Unorthodox Strategies: Battle And Tactics Of Chinese Warfare (szerzőtárs: Chi Liu; 1998) ISBN 978-0813328614
- The Tao of Peace (szerzőtárs: Wang Chen; 2000) ISBN 978-1570625114
- The Tao Of War (szerzőtárs: Wang Chen; 2002) ISBN 978-0813340814
- The Tao Of Spycraft: Intelligence Theory And Practice In Traditional China (2004) ISBN 978-0813342405
- Fire And Water: The Art Of Incendiary And Aquatic Warfare In China (2004) ISBN 978-0813340654
- The Essential Art of War (2005) ISBN 0465072046
- The Tao of Deception: Unorthodox Warfare in Historic and Modern China (2007) ISBN 978-0465072057
- The Seven Military Classics Of Ancient China (2007) ISBN 978-0465003044
- The Essence Of War: Leadership And Strategy From The Chinese Military Classics (2009)
- Ancient Chinese Warfare (2011) ISBN 978-0465021451
- Strategies for the Human Realm: Crux of the T'ai-pai Yin-ching (2012) ISBN 1479132381